# Gerald Avery Wainwright
Gerald Avery Wainwright (né en 1879, mort en 1964) est un égyptologue britannique qui a travaillé sur les fouilles en Égypte et au Soudan.

## Biographie
Il fait ses études de 1889 à 1896 au collège de Clifton et aux universités de Bristol et d'Oxford. Il travaille avec Flinders Petrie, avant de rejoindre le personnel du Service des antiquités égyptiennes.
En 1922, il fouille la tombe de Salakhana à Assiout, laquelle contenait de nombreuses momies canines ainsi que 600 stèles votives.
En 1932, en tant que spécialiste de la mythologie du ciel égyptien, il a découvert que les Égyptiens utilisaient la constellation du cygne afin de déterminer le Nord. 